# Brántega
Brántega (oficialmente San Lourenzo de Brántega) es una parroquia española del municipio de Golada, perteneciente a la provincia de Pontevedra, en la comunidad autónoma de Galicia.

## Historia
Hacia mediados del siglo XIX, la parroquia, ya por entonces perteneciente a Golada, tenía contabilizada una población de 150 habitantes. Aparece descrita en el cuarto volumen del Diccionario geográfico-estadístico-histórico de España y sus posesiones de Ultramar de Pascual Madoz con las siguientes palabras:

BRANTEGA (San Lorenzo de): felig. en la prov. de Pontevedra (10 1/2 leg.), part. jud. de Lalin (3), dióc. de Lugo, ayunt. de la Golada (1/2): sit. á la der. del r. Arnego, combatida por todos los vientos, disfruta de clima saludable. Se compone de los l. de Casal, Moas, Torres y Vilanova, en los cuales hay 33 casas de mediana construccion. La igl. parr. (dedicada á San Lorenzo) está servida por un cura párr., cuyo destino es de entrada, y se provee por S. M. ó por el diocesano, segun los meses en que ocurre la vacante. Confina el térm. con el espresado r. Arnego y las felig. de Carmoega y Val. El terreno, aunque desigual, es bastante fértil. Los caminos locales y en buen estado. prod.: cereales, legumbres, hortaliza y frutas, con abundantes pastos para cria de ganado vacuno, caballar, lanar y cabrio. pobl.: 33 vec., 150 hab. contr.: con el ayunt. (V.)
(Madoz, 1846, pp. 430-431)

En 2022, tenía empadronados 106 habitantes.